# Rima Cauchy

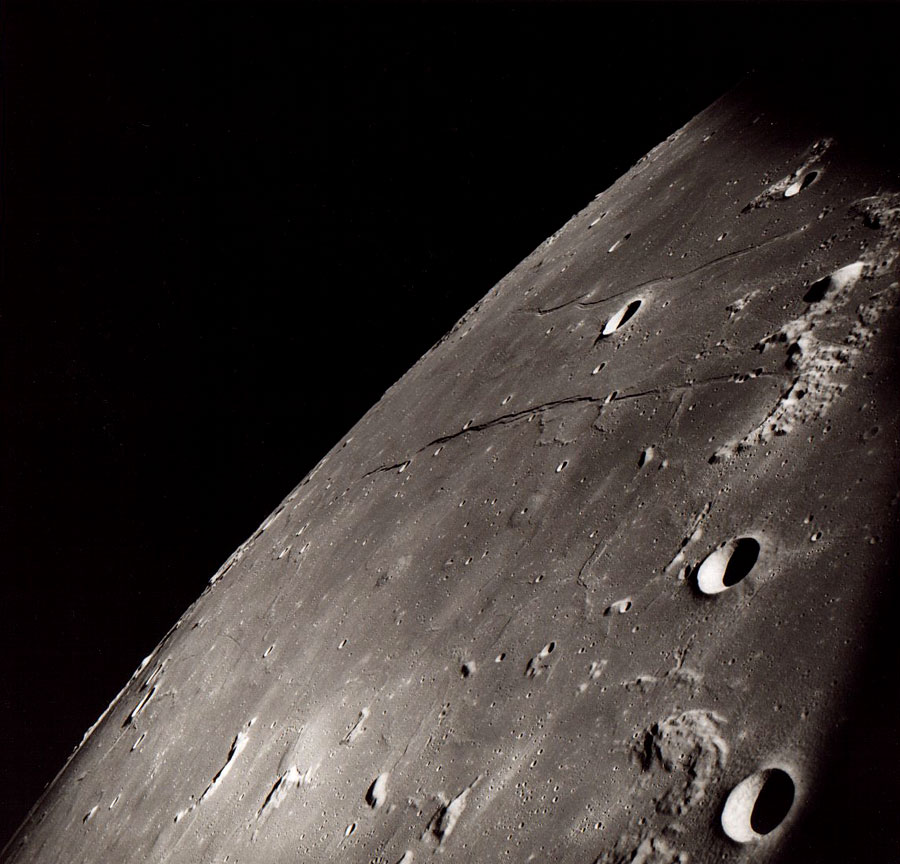
Kráter Cauchy (v horní části snímku), nad ním je brázda Rima Cauchy, pod ním zlom Rupes Cauchy.

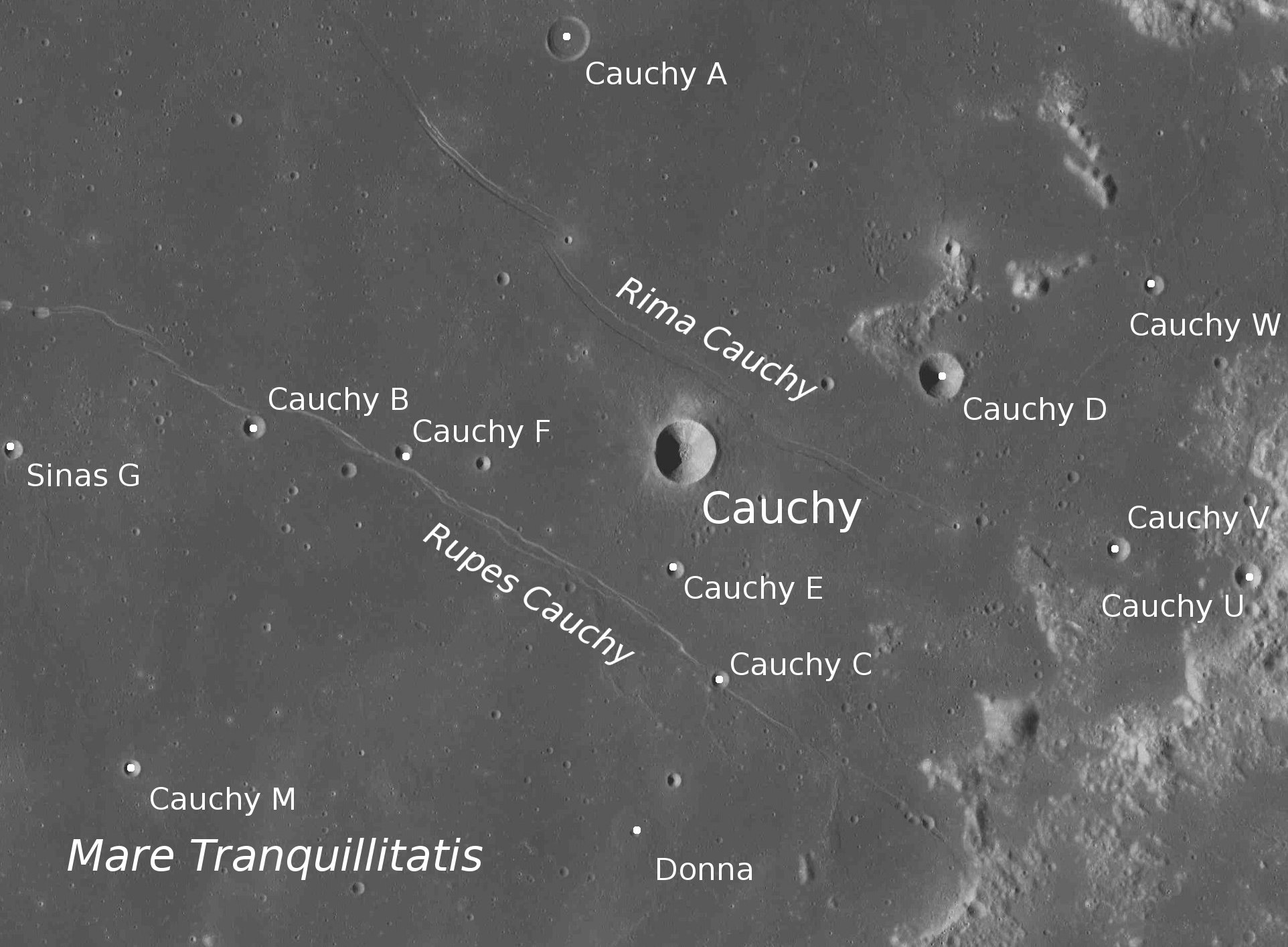
Poloha brázdy Rima Cauchy.

Rima Cauchy je široká měsíční brázda nacházející se poblíž kráteru Cauchy (podle něhož získala své jméno) v Mare Tranquillitatis (Moře klidu) na přivrácené straně Měsíce. Táhne se ze severozápadu na jihovýchod, jižněji se souběžně táhne zlom Rupes Cauchy. Oba tyto útvary (brázda a zlom) vypadají při pohledu shora jako dvě větve hyperboly. Kráter Cauchy se nachází mezi brázdou a zlomem. Brázda Rima Cauchy má celkovou délku cca 210 km, přísně vzato je tvořena ze dvou na sebe navazujících částí. Severovýchodně leží měsíční záliv Sinus Concordiae (Záliv svornosti).